# Irene Maiorino
Irene Maiorino (Napoli, 6 settembre 1985) è un'attrice italiana.

## Biografia
Nata a Napoli, Irene Maiorino vive con i genitori e la sorella maggiore a Cava de' Tirreni in provincia di Salerno. Nel corso degli studi al Liceo della cittadina frequenta workshop e corsi teatrali. Diplomatasi, si trasferisce a Roma dove frequenta il DAMS. Nel 2008 Maiorino fa il proprio esordio al cinema nel film Io non ci casco di Pasquale Falcone. Negli anni successivi recita in alcuni cortometraggi indipendenti e viene inserita nella serie Baciati dall'amore su Canale 5.
Nel 2016 recita nel ruolo di Teresa in Gomorra - La serie e nel 2017 è presente nella miniserie di Canale 5 Il bello delle donne... alcuni anni dopo. Nel 2018 è la Dottoressa Susy Penna in I bastardi di Pizzofalcone per Rai 1. Nel 2019 è prensente nel cast di 1994 di Sky Atlantic nel ruolo di Alessandra Mussolini.
Nel 2021 viene scelta nel cast del film Le ragazze non piangono e in I racconti della domenica di Giovanni del Virgilio. Nel 2024 interpreta la co-protagonista Lila nella serie per HBO e Rai Fiction L'amica geniale al fianco di Alba Rohrwacher, interprete della protagonista Lenù. Il ruolo le vale una candidatura ai Nastri d'argento - Grandi Serie alla migliore attrice non protagonista nel 2025.

## Filmografia

### Cinema
- Io non ci casco, regia di Pasquale Falcone (2008)
- Le ragazze non piangono, regia di Andrea Zuliani (2022)
- I racconti della domenica, regia di Giovanni del Virgilio (2022)

### Cortometraggi
- Tutto calcolato, regia di Alessio De Leonardis (2011)
- Fatum, regia di Azzellini Fabrizio (2011)
- Miriam, regia di Andrea Zuliani (2012)
- La luce oltre la gabbia, regia di Giovanni Ambrosino (2021)
- Bordovasca, regia di Giuseppe Zampella (2023)

### Televisione
- Baciati dall'amore – miniserie TV, 6 episodi (Canale 5, 2011)
- Il tredicesimo apostolo – serie TV, 2x08 (Canale 5, 2014)
- Gomorra - La serie – serie TV, 2x08 (Canale 5, 2016)
- Il bello delle donne... alcuni anni dopo – miniserie TV, 8 episodi (Canale 5, 2017)
- I bastardi di Pizzofalcone – serie TV, 4 episodi (Rai 1, 2018)
- 1994 – serie TV, 1x02 (Sky Atlantic, 2019)
- Il commissario Ricciardi – serie TV, 1x02 (Rai 1, 2021)
- L'amica geniale – serie TV, 9 episodi (2024)

## Teatro
- L'ora in cui non sapevamo niente l'uno dell'altro di Peter Handke, regia di di Veronica Cruciani e Michele Di Stefano. Teatro Biblioteca Quarticciolo di Roma (2014)
- Interdit De Dancer di Alessia Siniscalchi, regia di Alessia Siniscalchi. Fondazione Campania dei Festival (2015)
- Pigs and dogs di Caryl Churchill, regia di Giorgina Pi. Dialma Cantiere Creativo Urbano di La Spezia (2017)
- Edeyen di Francesco Villano, regia di Francesco Villano (2017)
- Studio su Lady Macbeth di William Shakespeare, regia di Francesco Saponaro. Fondazione Campania dei Festival (2019)
- Elia Kazan. Confessione americana di Matteo Luoni, regia di Pablo Solari. Teatro Piccolo Orologio di Reggio Emilia; Biennale di Venezia (2020)

## Riconoscimenti
- Nastri d'argento - Grandi Serie
  - 2025 – Candidatura alla migliore attrice non protagonista per L'amica geniale[15]
- Ferrara Film Festival
  - 2022 – Migliore attrice protagonista in un cortometraggio per La luce oltre la gabbia